# Panysinus nitens
Espèce
Panysinus nitens est une espèce d'araignées aranéomorphes de la famille des Salticidae.

## Distribution
Cette espèce se rencontre en Thaïlande et en Indonésie à Sumatra.

## Description
La femelle holotype mesure 5 mm.

## Systématique et taxinomie
Cette espèce a été décrite par Simon en 1901.

## Publication originale
- Simon, 1901 : « On the Arachnida collected during the Skeat expedition to the Malay Peninsula. » Proceedings of the Zoological Society of London, vol. 71, no 2, p. 45-84 (texte intégral).